# 瑙普科尔
瑙普科尔，是匈牙利索博尔奇-索特马尔-贝拉格州所辖的一个村。总面积37.35平方公里，人口數3,816，人口密度102.2人/平方公里（2011年1月1日）。